# NGC 2282
NGC 2282 est une nébuleuse par réflexion située dans la constellation de la Licorne. Cette nébuleuse a été découverte par l'astronome américain Edward Barnard en 1886. Barnard a observé de nouveau le même objet céleste bien plus tard et il a été ajouté à l'Index Catalog comme IC 2172.
Selon plusieurs sources, cette nébuleuse est éclairée par l'amas ouvert OCL 535. Mais, selon le professeur Seligman, cet amas est à environ 0,5° de NGC 2282. Aussi, il suggère que ce serait plutôt un autre amas qu'il note OCL 535.1. Cet amas et la nébuleuse NGC 2282 sont à environ 5500 années-lumière de nous dans une région d'environ 6 minutes d'arc ou de 10 années-lumière. L'âge de cet amas se situe entre 5 et 10 millions d'années.

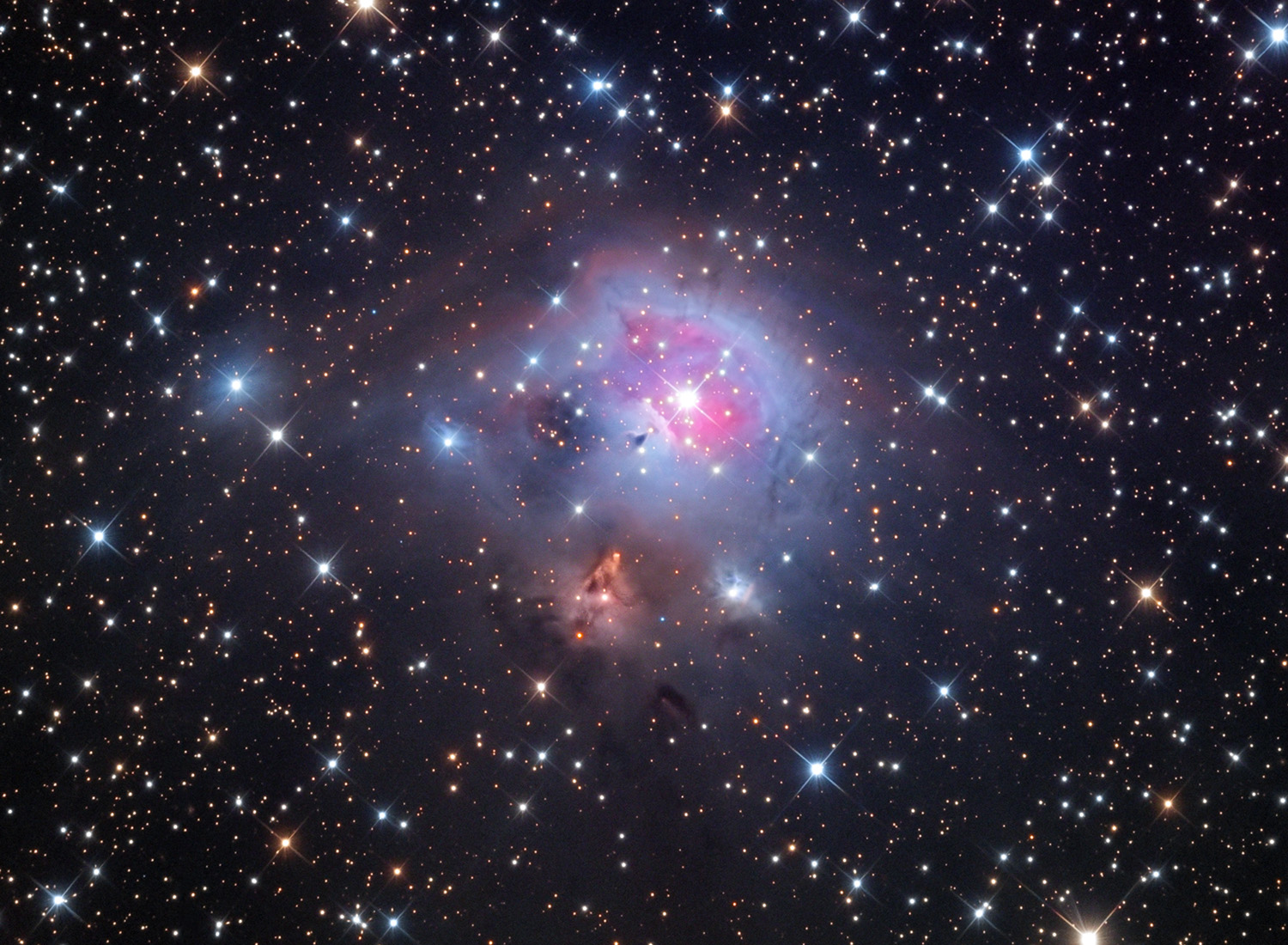
NGC 2282 par Adam Block (/Mount Lemmon SkyCenter/University of Arizona).